# 김태양 (봅슬레이 선수)
김태양(2000년 6월 26일 ~ )은 대한민국의 봅슬레이, 스켈레톤 선수이다.